# Безосколочное стекло

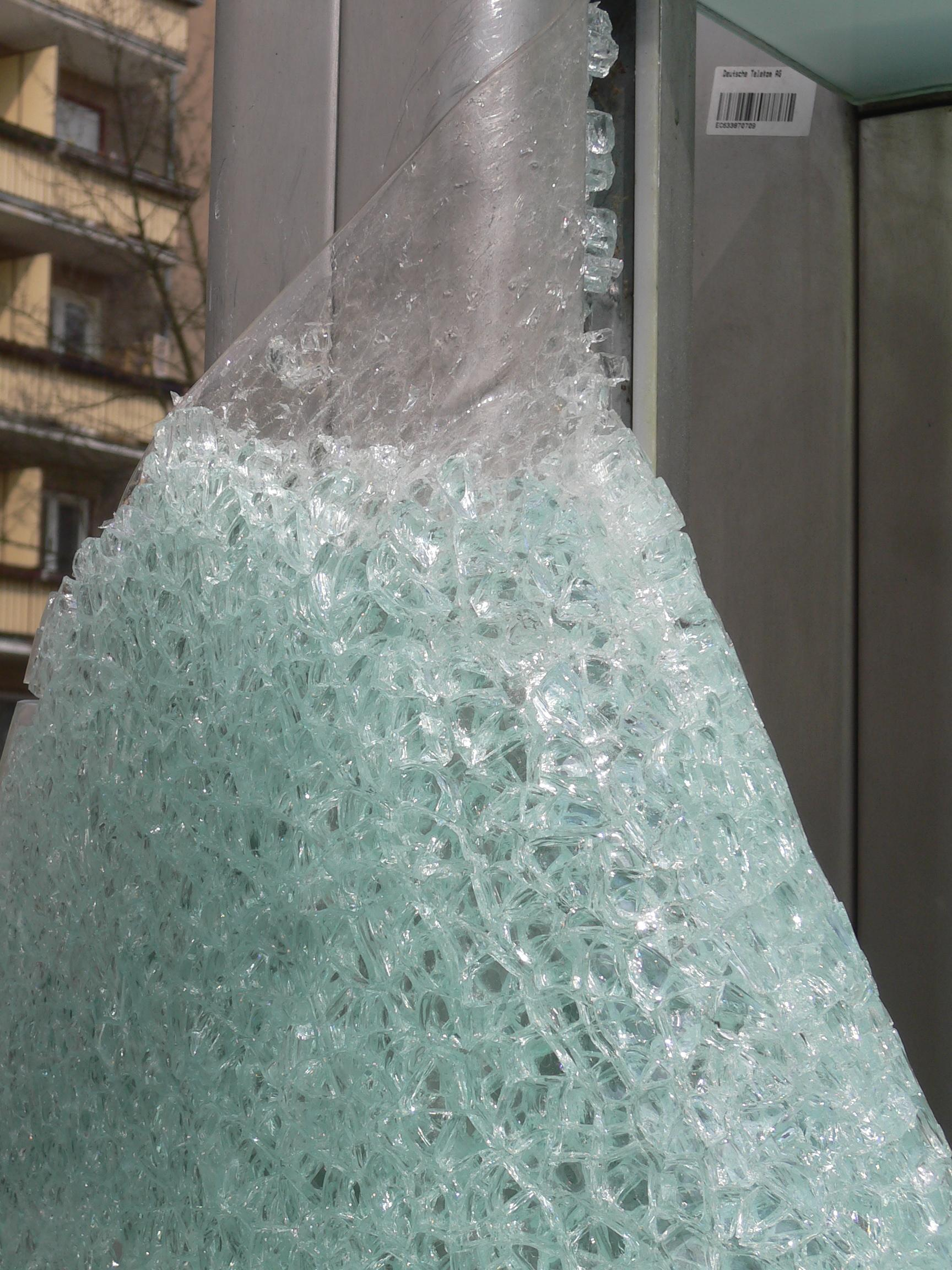
Стекло с полимерной основой между слоями

Безосколочное стекло — условное название ряда видов стекла, при разрушении которого не образуется осколков с режущими краями.
Два основных вида данного стекла — это триплекс (калёное стекло с полимерной основой между слоями) и армированное стекло (с металлической сеткой внутри), иногда к этому виду причисляют и калёное стекло, что не совсем верно.
Триплекс широко используют в автомобилестроении, в частности, из него изготовляют лобовые стёкла на автомобилях. Армированное стекло применяют в строительстве, это прозрачные стены и вставки.